# Monica Hargrove
Monica Hargrove (* 30. Dezember 1982 in New Haven, Connecticut) ist eine ehemalige US-amerikanische Leichtathletin, die sich auf den Sprint spezialisiert hat. 2014 wurde sie Hallenweltmeisterin in der 4-mal-400-Meter-Staffel und feierte damit ihren größten sportlichen Erfolg.

## Sportliche Laufbahn
Monica Hargrove wuchs in Connecticut auf und studierte an der Georgetown University. Erste internationale Erfahrungen sammelte sie im Jahr 2006, als sie mit der US-amerikanischen 4-mal-400-Meter-Staffel bei den Hallenweltmeisterschaften in Moskau in 3:28,63 min gemeinsam mit Debbie Dunn, Tiffany Williams und Mary Danner die Silbermedaille hinter dem russischen Team gewann. 2009 belegte sie beim IAAF World Athletics Final in Thessaloniki in 52,05 s den siebten Platz über 400 Meter und 2014 kam sie bei den Hallenweltmeisterschaften in Sopot im Staffelbewerb im Vorlauf zum Einsatz und trug somit zum Gewinn der Goldmedaille bei. Anschließend verhalf sie dem Team bei den IAAF World Relays in Nassau ebenfalls zum Finaleinzug. 2017 bestritt sie ihren letzten offiziellen Wettkampf und beendete daraufhin ihre aktive sportliche Karriere im Alter von 34 Jahren.

## Persönliche Bestleistungen
- 200 Meter: 23,17 s (+1,4 m/s), 11. Juli 2010 in Kortrijk
- 400 Meter: 50,39 s, 13. Juli 2009 in Athen
  - 400 Meter (Halle): 52,26 s, 25. Februar 2007 in Boston